# Турдакский сельсовет
Турдакский сельсовет — сельское поселение в Городищенском районе Пензенской области Российской Федерации.
Административный центр — село Старые Турдаки.

## История
Статус и границы сельского поселения установлены Законом Пензенской области от 2 ноября 2004 года № 690-ЗПО «О границах муниципальных образований Пензенской области».
22 декабря 2010 года в соответствии с Законом Пензенской области № 1992-ЗПО в состав сельсовета включены территории упразднённого Трескинского сельсовета.

## Население
| 2002  | 2010  | 2012  | 2013  | 2014  | 2015  | 2016  |
| ----- | ----- | ----- | ----- | ----- | ----- | ----- |
| 1274  | ↘1048 | ↗1775 | ↘1743 | ↘1671 | ↘1624 | ↘1590 |
| 2017  | 2018  | 2021  |       |       |       |       |
| ↘1577 | ↘1520 | ↘1510 |       |       |       |       |

## Состав сельского поселения
| № | Населённый пункт | Тип населённого пункта       | Население |
| - | ---------------- | ---------------------------- | --------- |
| 1 | Алексеевка       | деревня                      | 5         |
| 2 | Затон            | посёлок                      | ↘379      |
| 3 | Новокрещено      | село                         | ↘42       |
| 4 | Новые Турдаки    | село                         | ↘13       |
| 5 | Старые Турдаки   | село, административный центр | ↘656      |
| 6 | Трескино         | село                         | ↘765      |